# لانی کلنر
لانی کلنر (انگلیسی: Lonny Kellner؛ ۸ مارس ۱۹۳۰ – ۲۲ ژانویه ۲۰۰۳) هنرپیشه و خواننده اهل آلمان بود.
از جمله فیلم‌ها و برنامه‌های تلویزیونی‌ که کلنر در آنها به ایفای نقش پرداخته می‌توان به ملکه آرنا اشاره کرد.